# Рахман (имя)
Рахма́н (араб. الرحمن‎) — мужское имя арабского происхождения, в переводе с арабского означает «милостивый», «сострадательный». Распространено у многих народов, исповедующих ислам.

## Другие формы
- Рахмон — форма имени Рахман, распространённая среди народов, проживающих в Средней Азии.

### Ар-Рахман
Ар-Рахман (араб. الرحمن — ар-рахма́н) — одно из 99 имён Аллаха переданных в хадисе от Абу Хурайры. Оно может применяться исключительно для обращения к Аллаху. Имя Ар-Рахман употребляется в Коране 56 раз и является составной частью басмалы, которая стоит в начале всех сур Корана, кроме девятой. В Коране также имеется сура под названием Ар-Рахман, названная так по первому аяту этой суры. Имя Ар-Рахман имеет много значений, относящихся к понятию милосердия «Милостивый», «Всеблагодетельный», «Милосердный», «Сострадательный» и др.. Некоторые исламские богословы, основываясь на словах Мухаммеда, выводят происхождение имён ар-Рахман и ар-Рахим от арабского слова ar-Raḥman, означающего милосердие. В исламском богословии считается, что имя ар-Рахман включает все типы сострадания Бога (обладающий милостью), в то время как ар-Рахим означает действие по отношению верующим (проявляющий милосердие).

### Абдуррахман
Абдуррахман, Абдурахман, Абдул-Рахман (араб. عبد الرحمن — ’абду-р-рахма́н) — двусоставное мужское имя арабского происхождения. Имя Абдуррахман состоит из двух слов Абд (слуга, раб) и ар-Рахман (Всемилостивый), в переводе с арабского означающее «слуга Всемилостивого», «раб Всемилостивого».

## Фамилии
- Рахманов
- Рахмонов